# Дарвилл, Эка
Эка́ Да́рвилл (англ. Eka Darville, род. 11 апреля 1989, Кэрнс) — австралийский актёр. Наиболее известен по роли Диего в телесериале «Первородные» и Малкольма Дюкассе в телесериале «Джессика Джонс».

## Биография
Дарвилл родился 11 апреля 1989 года в Кэрнсе, Квинсленд, в семье афроямайца и канадки. Он учился в средней школе в Байрон-Бей. В настоящее время он живёт в городе Байрон-Бей, Новый Южный Уэльс, и Сиднее.

## Фильмография
| Год       |    | Русское название               | Оригинальное название             | Роль                          |
| --------- | -- | ------------------------------ | --------------------------------- | ----------------------------- |
| 2006      | тф | Испытание огнём                | Answered by Fire                  | парень Софи                   |
| 2008      | с  |                                | East of Everything                | скейтбордист                  |
| 2008      | с  | Большая волна                  | Blue Water High                   | Адам Бридж                    |
| 2009      | с  | Могучие рейнджеры: RPM         | Power Rangers R.P.M.              | Скотт Трумэн/Красный рейнджер |
| 2010      | с  | Спартак: Кровь и песок         | Spartacus: Blood and Sand         | Пётр                          |
| 2011      | с  | Принцесса слонов               | The Elephant Princess             | Тейлор                        |
| 2011      | с  | Terra Nova                     | Terra Nova                        | Макс                          |
| 2012      | тф | Пристанище                     | Shelter                           | Бобби Репета                  |
| 2012      | ф  | Сапфиры                        | The Sapphires                     | Хендо                         |
| 2012      | ф  | Мистер Пип                     | Mr. Pip                           | Пип                           |
| 2013      | тф |                                | Blink                             | Фишер                         |
| 2013      | с  | Дневники вампира               | The Vampire Diaries               | Диего                         |
| 2013—2014 | с  | Первородные                    | The Originals                     | Диего                         |
| 2015      | с  | Империя                        | Empire                            | Райан Морган                  |
| 2015—2019 | с  | Джессика Джонс                 | Jessica Jones                     | Малкольм Дюкассе              |
| 2017      | с  | Защитники                      | The Defenders                     | Малкольм Дюкассе              |
| 2019—2020 | с  | Расскажи мне сказку            | Tell Me a Story                   | Бо Моррис                     |
| 2024      | ф  | Планета обезьян: Новое царство | Kingdom of the Planet of the Apes | Сильва                        |